# Полупан Віталій Миколайович
Полупан Віталій Миколайович — 1937 р.н., кандидат медичних наук (станом на 1975, р., пізніше захистив докторську дисертацію), старший науковий співробітник відділу хірургії печінки та підшлункової залози Київського науково-дослідного інституту клінічної та експериментальної хірургії. Один з кращих учнів академіка, професора, д.м.н., О. О. Шалімова. Курував наукову роботу в галузі гастроентерології. Написав ряд монографій. Мав гарні художні здібності. Зі своїм вчителем О. О. Шалімовим створив Атлас операцій на стравоході, шлунку і дванадцяти-перстній кишці, де брав участь і як хірург, і як художник.
Соратники: Шалімов С. А., Кухаренко Є. І., Сухарєв І.І.